# Joe Hisaiši
Mamoru Fudžisava, profesionalno poznan pod psevdonimom Joe Hisaiši (久石 譲 Hisaishi Jō), japonski skladatelj in glasbeni producent, * 6. december 1950, Nakano, Nagano, Japonska.
Joe Hisaiši je eden najbolj slavnih japonskih skladateljev glasbe za filme in animirane filme druge polovice 20. stoletja in začetka 21. stoletja. Njegova glasbena govorica, ki ji lahko sledimo skozi več kot sto filmov, se je začela razvijati leta 1981. Združuje različne žanre, neoromantično japonsko in evropsko klasično glasbo, minimalizem, eksperimentalno elektronsko glasbo. Deluje tudi kot dirigent, predvsem svoje glasbe.
Njegovo ime je predvsem zasijalo ob sodelovanju s komercialno uspešnima režiserjema Takešijem Kitanom in Hajaom Mijazakijem.

## Pomembnejša dela
- Nausicaä of the Valley of the Wind (1984)
- Laputa: Castle in the Sky (1986)
- My Neighbor Totoro (1988)
- Kiki's Delivery Service (1989)
- Porco Rosso (1992)
- Sonatine (1993)
- Kids Return (1996)
- Princesa Mononoke (1997)
- Hana-bi (1997)
- Kikujiro (1999)
- Brother (2000)
- Čudežno potovanje (2001)
- Howl's Moving Castle (2004)
- Ponyo (2008)
- Odhodi (2008)
- The Wind Rises (2013)
- The Tale of the Princess Kaguya (2013)
- Ni no Kuni: Wrath of the White Witch (2013)